# حب بلا حدود (مسلسل)
حب بلا حدود هو مسلسل درامي رومانسي سعودي من بطولة إلهام علي، ويعقوب الفرحان، من تأليف هيفاء منصور، وإخراج مجتبى سعيد. عُرض على شاشة قناة MBC1 في عام 2018. كما يوجد موسم ثاني ل حب بلا حدود في الاول من شهر تموز 

## قصة العمل
تدور أحداث المسلسل حول قصة حب تجمع بين (مريم) وبين خطيبها (عبدالله)، ولكن بسبب تدخلات (عبدالله) ومحاولته لدفع (مريم) لترك عملها ولكنها ترفض وينهار كل شيء. بعد تدهور علاقتهما، تقرر (مريم) السفر إلى بنجلاديش للعمل ويلحق بها (عبدالله) محاولا استعادتها.

## الممثلون
- إلهام علي
- يعقوب الفرحان
- خالد الحربي
- سناء بكر يونس
- نورة العنبر
- مؤيد الثقفي
- نجيب بلحسن
- أسامة القس
- نورا عصر
- ربى زعرور
- محمد الهاشم
- رانيا شاهين
- إسماعيل مداح
- وائل غازي
- ليلى السلمان
- ناجية الربيع[2]